# Robbie Rist

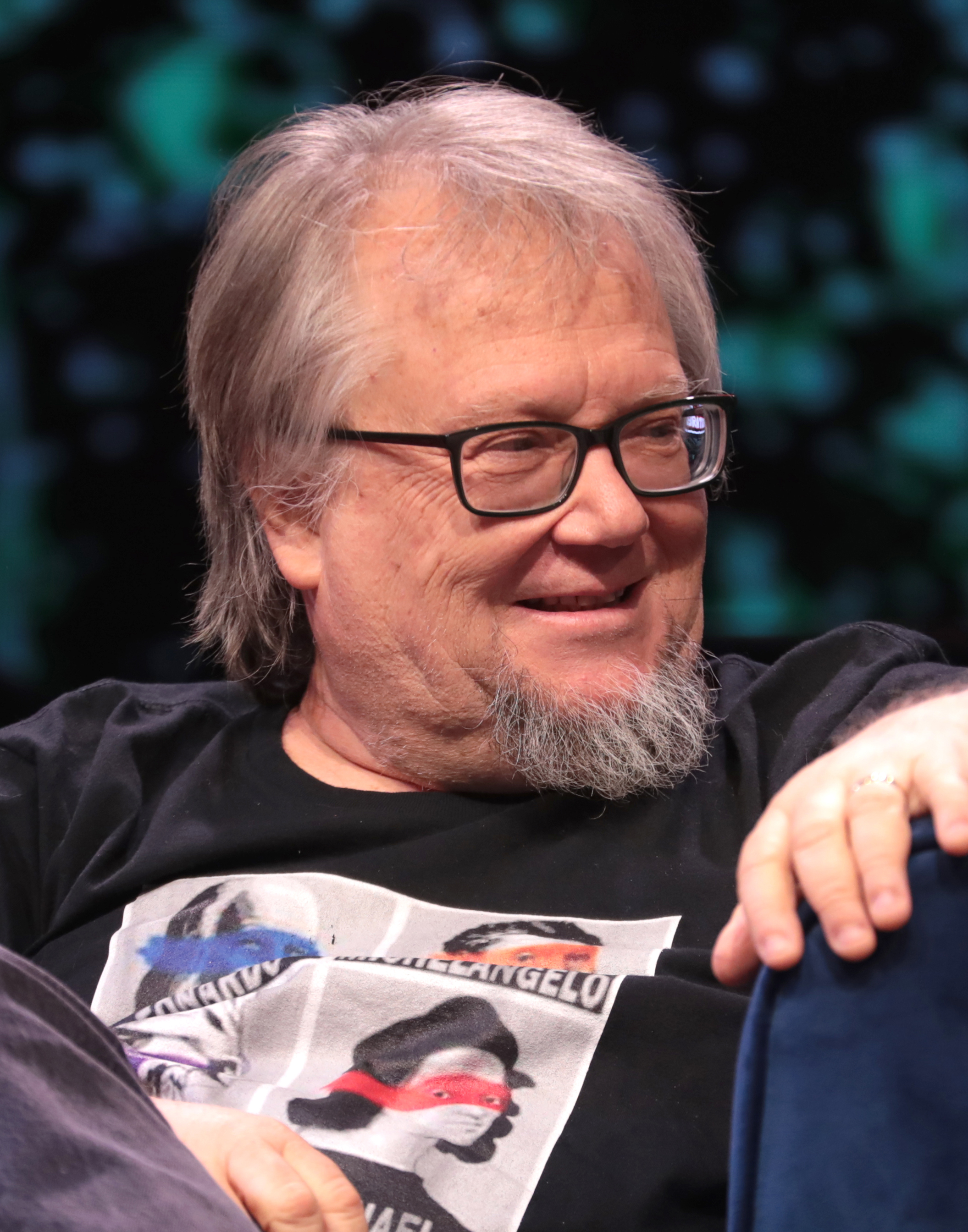
Robbie Rist (2023)

Robert Anthony „Robbie“ Rist (* 4. April 1964 in La Mirada, Kalifornien) ist ein US-amerikanischer Schauspieler, Synchronsprecher und ehemaliger Kinderdarsteller.

## Leben
Rist wurde am 4. April 1964 im kalifornischen La Mirada geboren. Nach einer Episodenrolle 1972 in der Fernsehserie Wo die Liebe hinfällt konnte er sich durch seine Rollen als Cousin Oliver in der Fernsehserie Drei Mädchen und drei Jungen und als Glendon Farrell in der Fernsehserie Lucas Tanner ab Mitte der 1970er Jahre als Kinderdarsteller in den USA etablieren. Danach wurde er immer wieder für tragende Episodenrollen in verschiedenen US-amerikanischen Fernsehserien gecastet und wirkte alleine in den 1970er Jahren in über 30 Film- und Serienproduktionen mit.
Ab den 1980er Jahren verringerten sich seine Auftritte als Schauspieler deutlich, da er häufiger als Synchronsprecher arbeitete. Zu Beginn der 1990er Jahre nahm er fast zehn Jahre Abstand von der Filmschauspielerei und war erst wieder um die Jahrtausendwende als Schauspieler zu sehen. Nach Rollen in zwei Filmproduktionen im Jahr 2001 war er erst ab 2013 wieder regelmäßiger als Filmschauspieler zu sehen. 2018 spielte er im Tierhorrorfernsehfilm Sharknado 6: The Last One in der Rolle eines Gitarristen mit. Eine größere Filmrolle hatte er 2023 im Tierhorrorfilm Methgator als Trig inne.
Seit den 1980er Jahren ist Rist auch als Synchronsprecher tätig. Ab 2002 sprach er den fiktiven Shinobi Choji Akimichi im Anime und verschiedenen Computerspielen des Mangas Naruto. Ab 2017 sprach er denselben Charakter im Nachfolgewerk Boruto. Er sprach in über 130 Episoden der Animationsserie Doc McStuffins, Spielzeugärztin und dessen Ableger den Charakter Stuffy.

## Filmografie (Auswahl)
- 1972: Wo die Liebe hinfällt (Love, American Style, Fernsehserie, Episode 4x03)
- 1973; 1979: Junge Schicksale (ABC Afterschool Specials, Fernsehserie, 2 Episoden, verschiedene Rollen)
- 1973: Notruf California (Emergency! Fernsehserie, Episode 3x08)
- 1974: Drei Mädchen und drei Jungen (The Brady Bunch, Fernsehserie, 6 Episoden)
- 1974: The Memory of Us
- 1974: Temperatures Rising (Fernsehserie, Episode 2x16)
- 1974: Run, Joe, Run (Fernsehserie, Episode 1x10)
- 1974: Let’s Call It Quits (Kurzfilm)
- 1974–1975: Lucas Tanner (Fernsehserie, 22 Episoden)
- 1975: He Is My Brother
- 1975: Joe Forrester (Fernsehserie, Episode 1x01)
- 1975: Bronk (Fernsehserie, Episode 1x01)
- 1975: Petrocelli (Fernsehserie, Episode 2x03)
- 1975: Medical Center (Fernsehserie, Episode 7x04)
- 1975: The Ransom of Red Chief (Fernsehfilm)
- 1975–1976: Grady (Miniserie, 2 Episoden)
- 1976: Die Sieben-Millionen-Dollar-Frau (The Bionic Woman, Fernsehserie, 3 Episoden)
- 1976: Popi (Fernsehserie, Episode 1x08)
- 1976: The Great NBC Smilin' Saturday Mornin' Parade (Fernsehfilm)
- 1976: What’s Happening!! (Fernsehserie, Episode 1x06)
- 1976: Big John, Little John (Fernsehserie, 13 Episoden)
- 1976–1977: Mary Tyler Moore (Fernsehserie, 3 Episoden)
- 1977: The New Mickey Mouse Club (Fernsehserie, Episode 1x12)
- 1977: Code R (Fernsehserie, Episode 1x07)
- 1977: Instant Family (Fernsehfilm)
- 1977: Magic Mongo (Fernsehserie, Episode 1x06)
- 1977: Having Babies II (Fernsehfilm)
- 1977–1979: ABC Weekend Specials (Fernsehserie, 3 Episoden, verschiedene Rollen)
- 1978: Lou Grant (Fernsehserie, Episode 1x14)
- 1978: Lucan (Fernsehserie, Episode 1x07)
- 1978: Sam (Fernsehserie, Episode 1x05)
- 1978–1982: CHiPs (Fernsehserie, 3 Episoden, verschiedene Rollen)
- 1979: The Solitary Man (Fernsehfilm)
- 1979: Aunt Mary (Fernsehfilm)
- 1979: Trapper John, M.D. (Fernsehserie, Episode 1x10)
- 1980: Kampfstern Galactica (Battlestar Galactica/Galactica 1980, Fernsehserie, 3 Episoden)
- 1980: Highway Chaos (Gridlock, Fernsehfilm)
- 1981: Das Geheimnis der Pyramide (Through the Magic Pyramid)
- 1981: Simon & Simon (Fernsehserie, Episode 1x03)
- 1983: Nachdenkliche Geschichten (Insight, Fernsehserie, Episode 1x452)
- 1983: Computer Kids (Whiz Kids, Fernsehserie, Episode 1x14)
- 1984: One Day at a Time (Fernsehserie, Episode 9x22)
- 1984: Laugh Busters (Fernsehfilm)
- 1985: Back to Next Saturday (Fernsehfilm)
- 1985: Knight Rider (Fernsehserie, Episode 4x04)
- 1986: Shadow Chasers (Fernsehserie, Episode 1x09)
- 1986: Der stählerne Adler (Iron Eagle)
- 1986: Love Boat (Fernsehserie, Episode 9x12)
- 1986: Dieses süße Leben (Easy Street, Fernsehserie, Episode 1x06)
- 1986: The Wizard (Fernsehserie, Episode 1x12)
- 1987: Dirty Laundry
- 1987: Ellepi (Fernsehfilm)
- 1989: Hände weg von meiner Tochter (She’s out of Control)
- 1990: Familie Munster (The Munsters Today/The New MunstersFernsehserie, Episode 3x06)
- 1991: The Last to Go (Fernsehfilm)
- 1991: Revenge of the Nerds (Fernsehfilm)
- 1992: Bigfoot und die Hendersons (Fernsehserie, Episode 2x13)
- 2001: Unseen Evil
- 2001: The Christopher Walken Ecstatic Dance Academy (Kurzfilm)
- 2013: Sheriff Tom vs. the Zombies
- 2013: The Divide (Kurzfilm)
- 2015: Olde News (Fernsehfilm)
- 2017: Quality Problems
- 2018: Sharknado 6: The Last One (The Last Sharknado: It’s About Time, Fernsehfilm)
- 2021: Blending Christmas (Fernsehfilm)
- 2022: Time Pirates
- 2023: Methgator

## Synchronisationen (Auswahl)
- 1984–1985: Kidd Video (Zeichentrickserie, 26 Episoden)
- 1990: Turtles (Teenage Mutant Ninja Turtles)
- 1991: Turtles II – Das Geheimnis des Ooze (Teenage Mutant Ninja Turtles II: The Secret of the Ooze)
- 1991: The Wish That Changed Christmas (Fernsehzeichentrickfilm)
- 1993: Turtles III (Teenage Mutant Ninja Turtles III)
- 1994: Batman (Zeichentrickserie, Episode 3x04)
- 1995: Teenage Mutant Hero Turtles (Zeichentrickserie, Episode 9x05)
- 1995: Balto – Ein Hund mit dem Herzen eines Helden (Balto)
- 1997: Star Warped (Computerspiel)
- 1998: Initial D: First Stage (Initial D: First Stage/頭文字D First Stage, Zeichentrickserie 26 Episoden)
- 1999–2000: Initial D: Second Stage (Initial D: Second Stage/頭文字D Second Stage, Zeichentrickserie 13 Episoden)
- 2000: Godzilla – Die Serie (Godzilla: The Series, Zeichentrickserie, Episode 2x12)
- 2000–2001: Disneys Wochenend-Kids (The Weekenders, Zeichentrickserie, 8 Episoden, verschiedene Rollen)
- 2002: Totally Spies! (Zeichentrickserie, Episode 1x15)
- 2002–2007: Naruto (Naruto/NARUTO -ナルト-, Zeichentrickserie 59 Episoden)
- 2007–2017: Naruto Shippuden (Zeichentrickserie, 126 Episoden)
- 2012–2020: Doc McStuffins, Spielzeugärztin (Doc McStuffins, Animationsserie, 130 Episoden)
- 2017–2021: Boruto (Zeichentrickserie, 18 Episoden)
- 2020–2021: Carcerem (Podcastserie, 16 Episoden)
- 2023: Doc McStuffins: The Doc and Bella Are In! (Animationsserie, 10 Episoden)